# Раул Кастро
Раул Модесто Кастро Руз (шп. Raúl Modesto Castro Ruz; Биран, 3. јун 1931) је кубански политичар, револуционар, бивши председник Кубе и бивши први секретар Централног Комунистичке партије Кубе. Раул је млађи брат Фидела Кастра и има четворо деце.

## Биографија
Раул Кастро је  похађао је језуитску школу у Хавани, главном граду Кубе.
После тога је почео студије економије, а на факултету је постао члан комунистичке омладине.
Године 1953. помогао је старијем брату Фиделу да испланира и спроведе у дело напад на војне бараке у Монкади у покушају да сруше генерала Фулхенсија Батисту. Ухваћен је и осуђен на 13 година затвора због учешћа у нападу, али је амнестиран 1955. и после тога је побегао у Мексико. Тамо су се Фидел и он спријатељили са аргентинским револуционаром Ернестом Че Геваром.
Раул Кастро се вратио на Кубу у децембру 1956. године бродом Гранма као део Фиделове групе избеглица названих Револуционарни покрет 26. јул.
Они су почели герислки рат сакривени у планинама Сијера Маестра, на крају су успели да свргну владу и протерају генерала Батисту, срушивши његов проамерички режим.

### Кубанска војска
Под његовим вођством, Револуционарне оружане снаге Кубе постале су једна од најстрашнијих војних снага у Трећем свету, са искуством у афричком ратовању, 1987 су победиле јужноафричку војску у Анголи. Сломом социјалистичког табора Куба се нашла у дубокој економској кризи. Тада је Раул значајно смањио величину војске. Увео је западне методе управљања да би војска била самоодржива. У земљи су се појавили пољопривредни и индустријски паркови, зоне слободне трговине, приватна и јавна тржишта. На његову иницијативу на Куби су дозвољена тржишта за продају вишкова пољопривредних производа.
Раул Кастро је именован за главнокомандујућег Револуционарних оружаних снага и на тој функцији је био од 1965 до 2008.

### Председничка функција
Дана 31. јула 2006. године преузео је дужност председника Државног савета. Ово је био део преноса овлашћења између њега и Фидела Кастра који је уследио због болести његовог старијег брата. Према 94. члану Устава Кубе први потпредседник Државног савета преузима председничка овлашћења у случају председникове смрти или болести.
Фидел Кастро је 18. фебруара 2008. најавио да неће више вршити председничку дужност. Дана 23. фебруара 2008. Кубански парламент је једногласно изабрао Раула Кастра за новог председника Кубе и врховног команданта њених оружаних снага.
У првим месецима на власти, Кастро је спровео низ мера за либерализацију живота у земљи, укинута је забрана коришћења мобилних телефона и микроталасних уређаја, а свим грађанима је формално омогућен приступ интернету. Кубанцима је било дозвољено да бораве у хотелима и изнајмљују аутомобиле. У пољопривреди земље, држава је спровела реформе која је омогућила пољопривредницима да сами одлучују како ће користити своју земљу, које усеве ће садити и шта купити. Куба је потписала Међународни пакт о грађанским и политичким правима и међународни пакт о економским, социјалним и културним правима. Приватизација (али не и препродаја) државних станова је дозвољена. 
У фебруару 2013. поново је изабран на други петогодишњи мандат за председавајућег Државног савета Кубе. Његов заменик био је бивши министар високог образовања Мигел Дијаз-Канел. На иницијативу Раула Кастра, Куба је увела забрану да државни службеници, укључујући председника, обављају исту функцију два узастопна мандата. Сам Раул Кастро је већ најавио да не намерава да се кандидује за трећи мандат. Говорећи на затварању скупа, Кастро је нагласио да чињеница његовог избора нема за циљ спровођење идеја капитализма на Куби и одбацивање револуције, већ је напротив, позван да обезбеди заштиту, очување и јачање социјалистичке идеологије.
На Осмом конгресу Комунистичке партије Кубе, који је одржан 16. априла 2021, најавио је повлачење са места Првог секретара КП Кубе. Његовог наследника је конгрес партије изабрао 19. априла 2021, и на то место је постављен председник Кубе Мигел Дијаз-Канел.
Супруга му је била Вилма Еспин.

## Занимљивости
- Његов лик се појављивао у филмовима три пута у Филму „Че” (1969), „Фидел” (2002), и „Че” (2008),
- Сковао чувену фразу: „Хлеб је важнији за земљу од оружја”,
- Одласком Раула Кастра са власти завршила се једна ера породице Кастро, дуга 62 године,
- Барак Обама 2016. посетио Кубу да се састане са Кастром то је била прва посета актуелног председника САД Куби после 88 година.